# "Hurricane Ryu" Hariken
"Hurricane Ryu" Hariken (破李拳竜 Hariken Ryu), född 22 januari 1958, är en japansk skådespelare som har spelat olika kaijus (japanska jättemonster). Han har spelat till exempel King Ghidorah, Battra och Godzilla Junior.

## Filmografi
- 1991 - Godzilla vs. King Ghidorah (King Ghidorah)
- 1992 - Godzilla and Mothra: The Battle for Earth (Battra som larv)
- 1993 - Godzilla vs. Mechagodzilla II (Baby Godzilla)
- 1995 - Godzilla vs. Destoroyah (Godzilla Junior)
- 2006 - Nihon Igai Zenbu Chinbotsu
- 2008 - The Monster X Strikes Back/Attack the G8 Summit (Guilala)